# Мерхелевич, Геннадий Викторович
Генна́дий Ви́кторович Мерхеле́вич (род. 19 июня 1947, Сталино, Украинская ССР, СССР) —  переводчик высшей категории, лексикограф, кандидат педагогических наук, автор фразеологических словарей, имеет более ста научных работ в области лингвистики и фразеологии, касающихся обучения иностранному языку, а также по теории, практике и проблемам перевода научно-технических материалов..

## Трудовая биография
1971—1988 гг.: Макеевское строительно-монтажное управление № 477 треста «Донбасспромэлектромонтаж» (мастер, производитель работ, начальник участка, главный механик, главный инженер (последнее — с 1981 г). В том числе в 1976—1979 гг. работал экспертом по электромонтажным работам на строительстве Хелуанского металлургического комбината в Египте (загранкомандировка от Главного управления «Главзарубежстрой» при Минмонтажспецстрое СССР, г. Москва).
1979—1994 гг.: руководил монтажом электроустановок на крупных объектах тяжелой промышленности, а также соцкультбыта Донбасса и Ближнего Востока (мастер, производитель работ, начальник участка, главный механик, главный инженер в Макеевском строительно-монтажном управлении № 477 треста «Донбасспромэлектромонтаж»), а также производством на оборонных предприятиях СССР (заместитель директора завода СКИФ по производству (г. Макеевка), где впервые в СНГ внедрил японскую технологию синхронизированного производства just-in-time на основе собственного перевода оригинальных технических материалов с английского языка.). Параллельно работал внештатным переводчиком при Торгово-промышленной палате СССР, являясь членом Всесоюзного центра переводов (г. Москва). В том числе в 1980—1986 гг. занимал должность председателя Донецкого областного комитета научно-технических переводчиков.
1990—1992 гг.: начальник Донецкого строительного управления СУ № 7 треста «Сантехэлектромонтаж».
1994—1995 гг.: занимался подготовкой компании ABB Susa (США) к участию в тендерах на строительство различных объектов в Египте и демонтажу межконтинентальных баллистических ракет СС-18 в Казахстане. (Загранкомандировка от компании «Интерстрой», г. Киев). В том числе принимал участие в строительстве следующих объектов: ангары для самолётов Боинг в аэропорту г. Каира; комплекс складских помещений в Омане; жилой комплекс в секторе Газа (Израиль); комплекс городских канализационных помещений в г. Александрия, Египет.
С 1994 г. на основе собственной образовательной деятельности и методических разработок зарубежных специалистов из Великобритании и США разработал авторскую методику перевода и обучения английскому языку (опубликована в издании «Английский язык: обучаться, чтобы овладеть» Донецк: ЧП АРПИ, 2009. (Серия «Научно-техническая библиотека»). — 120 с. и ряде других изданий).
1995—1997 гг.: Директор Донецкого филиала UMC (Ukrainian Mobile Communications — Украинская Мобильная Связь) и одновременно региональный менеджер компании по Донецкой и Луганской областям.
2002—2014 гг.: осуществлял обучение профессорско-преподавательского состава Донецкого национального медицинского университета преподаванию всех дисциплин на английском языке, что позволило вузу осуществить целый ряд выпусков англоязычных специалистов из числа иностранных студентов.
В 2007 г. разработал и опубликовал технологию и алгоритм перевода с родного языка на иностранный.
В 2008 г. завершил работу над русско-английским фразеологическим словарем оригинальной структуры, предназначенным для университетов с преподаванием на английском языке, после чего занимался разработкой ряда словарей аналогичной структуры в других сферах деятельности.
В 2009 г. открыл постоянно действующий цикл семинаров по проблемам иноязычной подготовки специалистов к интеграции с международным культурно-профессиональным информационным пространством, проводимых в рамках ежегодного Международного научно-методического симпозиума «Современные проблемы многоуровневого образования» (г. Ростов-на-Дону / п. Дивноморское. РФ).
В 2011 г. возглавил кафедру иностранных языков одного из[какого?] технических вузов Донбасса с целью апробирования своей методики обучения в условиях системы высшего образования и решения задачи организации работы кафедры иностранного языка в условиях профильного вуза на основе прикладного характера языка как инструмента обращения с иноязычной информацией в профессиональной жизни будущих специалистов.
В период 2012—2014 гг. прошел обучение в аспирантуре и подготовил научную работу, связанную с формированием готовности преподавателей медицинского вуза к организации учебного процесса на иностранном языке, которую успешно защитил в качестве кандидатской диссертации.
В 2012 г. разработал и начал использовать 4-этапную программу обучения английскому языку, предназначенную для приобретения навыков владения английским языком и сохранения их на протяжении всей жизни.
В 2015 г. на основе вышеупомянутой программы написал новую научную работу «Интерактивная подготовка индивида к естественной интеграции с иноязычным культурно-информационным пространством», которая описывает циклы дошкольного воспитания, а также школьного, высшего и последипломного образования и состоит из 14 образовательных проектов, прошедших полный цикл методического опробования и научного апробирования в условиях конкретных педагогических процессов.
2016—2021 гг.: старший преподаватель и доцент кафедры теории и практики перевода факультета иностранных языков ДонНУ (г. Донецк).С 2021г: — заведующий кафедрой иностранных языков Донецкой академии транспорта (на территории самопровозглашённой ДНР) и генеральный директор Сетевого корпоративного центра непрерывной иноязычной подготовки «АРПИ» (г. Донецк), среди наиболее крупных клиентов которого – МИД ДНР, металлургические заводы ИСТИЛ, Донецксталь и др.
С 2022г.: доцент Института педагогики при ДонНУ (кафедра дошкольного и начального педагогического образования и кафедра дефектологии); доцент Луганского государственного педагогического университета (кафедра теории и практики перевода),  продолжая работу по внедрению авторской методики иноязычной подготовки на этапе раннего развития ребенка, а также – по распространению своего опыта в формировании переводчика профессионального уровня квалификации.
В настоящее время завершает работу над докторской диссертацией в области педагогики непрерывной иноязычной подготовки. Продолжает многолетнее сотрудничество с учеными ЛНР и РФ, совмещая руководство собственными проектами, связанными с научно-педагогической деятельностью и с преподаванием теории и практики в вузах ДНР, ЛНР и РФ, а также – с практической деятельностью в области научно-технического перевода .

## Образование
- Высшее, специалитет, Донецкий политехнический институт, г. Донецк, 1970 г. Специальность: «Электропривод и автоматизация промышленных установок». Квалификация: Инженер-электрик.
- Высшее, специалитет, Специализированное учебное заведение обучения иностранным языкам «ИН-ЯЗ» (Министерство просвещения РСФСР), г. Москва, 1979 г. (с отличием). Квалификация: переводчик научно-технической литературы.
- Институт научно-технического перевода (Всесоюзный совет научно-технических обществ СССР), г. Донецк, 1981 г. Квалификация: переводчик высшей категории в области научно-технической литературы.
- В период с 2012 по 2014 гг. прошел обучение в аспирантуре в области педагогики по специальности «Теория и методика профессионального образования» в Луганском национальном университете им. Тараса Шевченко и ДонНТУ.

Сведения о повышении квалификации, профессиональной переподготовке:
- Профессиональная переподготовка по английскому языку — свидетельство № 298 от 22.10.1979 г. Государственные центральные курсы заочного обучения иностранным языкам «ИН-ЯЗ» Министерства просвещения РСФСР, г. Москва, РФ.
- Удостоверение о краткосрочном повышении квалификации № 000373 по теме «Цифровое образование и преподавание английского языка», 16 ч., 11.10.2019 — 12.10.2019 г., ООО «Образовательные технологии», г. Москва, РФ.
- Удостоверение о повышении квалификации QB 0220001313 от 24.01.2020 г. по программе «Педагогика высшей школы», 150 ч., Институт педагогики ГОУ ВПО «ДОННУ».
- Удостоверение о повышении квалификации QB 0220001081 от 24.01.2020 г. по программе «Безопасность жизнедеятельности», 144 ч., Институт педагогики ГОУ ВПО «ДОННУ».
- Сертификат о прохождении стажировки в рамках повышения квалификации, приказ № 157/06 от 29.01.2019 г. по программе «Современные информационные технологии в образовании», 72 ч., ГОУ ВПО «ДОННУ».

## Общественная деятельность
2000—2007 гг.: президент благотворительной организации «Донецкий Клуб Львов» (The Lions Club of Donetsk), входящей в состав Международной ассоциации клубов лювов LCI (The International Association of Lions Clubs).
2004—2007 гг.: губернатор благотворительной Ассоциации клубов львов Украины (The Association of Lions Clubs of Ukraine) в составе Международной ассоциации клубов лювов LCI(The International Association of Lions Clubs).
В период с 2016 по 2021 гг. совместно с российскими учеными О. А. Захаровой и М. В. Гранковым разрабатывает, а в 2021 г. создает и возглавляет Сетевой корпоративный центр непрерывной иноязычной подготовки к интеграции с международным информационным пространством, одним из основных направлений деятельности которого является реализация Доктрины «Русский Донбасс» по формированию на Западе объективного представления об уровне развития личностных и материальных ресурсов Донецкой Народной Республики и содействию её жителям в получении прямого и свободного доступа к текущей иноязычной информации (авторский проект непрерывной англоязычной подготовки «Откроем Донбасс всему миру, открывая весь мир для себя») .

## Международная деятельность
С 1994 года была организована работа в различных международных проектах. С полным списком можно ознакомиться на официальном сайте частного предприятия АРПИ.

## Избранные научные труды
Изданная литература (наиболее крупные работы):
- Информационно-коммуникационные технологии: новый инструмент в обучении иностранному языку и переводу: учебное пособие / Г. В. Мерхелевич, П. К. Липанова. — Донецк: ДонНУ 2019. — 131 с.
- Информационные технологии в обучении иностранным языкам и переводу: учебно-методическое пособие / Г. В. Мерхелевич, П. К. Липанова. — Донецк: ДонНУ. 2019. — 87 с.
- Толковый словарь английских предлогов / Г. В. Мерхелевич. — Донецк : ЧП АРПИ, 2011. — 106 с. (Серия: «Научно-техническая библиотека»). (3,08 п.л.)
- Общая медицина: русско-английский словарь фраз и словосочетаний / Г. В. Мерхелевич, Д. И. Масюта. — Донецк : ЧП АРПИ, 2008. — 448 с. (25,41/23,8 п.л.)
- Внутренние и инфекционные болезни. Эпидемиология: русско-английский словарь фраз и словосочетаний / Г. В. Мерхелевич, В. Н. Жидких. — Донецк : ЧП АРПИ, 2011. — 1264 с. (73,47/55,79 п.л.)
- Опрос и консультирование больного на английском языке: учебно-справочное пособие / Г. В. Мерхелевич, Д. И. Масюта, О. К. Зенин. — Донецк : ЧП АРПИ, 2012. — 244 с. (14,18/10,03 п.л.)
- Русско-английский словарь фраз и словосочетаний для университетов с преподаванием на английском языке / Г. В. Мерхелевич, Т. В. Буракова, О. В. Волосюк, Т. В. Мадон; под редакцией Г. В. Мерхелевича. — Донецк : Норд-Пресс — ЧП АРПИ, 2008. — 872 с. (50,31/45,61 п.л.)
- Настольная книга преподавателя / Г. В. Мерхелевич, О. В. Волосюк, Л. С. Сивоконь, О. С. Чернышова; под. ред. Г. В. Мерхелевича. — Донецк : Вебер, 2008. — 208 с. . (12,01/10,16 п.л.)
- Уход за больным в домашних условиях / Г. В. Мерхелевич Т. В. Буракова, О. В. Волосюк, Л. С. Сивоконь; под редакцией Г. В. Мерхелевича. — 2-е изд., испр. и доп. — Донецк : ЧП АРПИ, 2008. — 60 с. . (3,7/2,53 п.л.)
- Анатомия. Просто о сложном / Г. В. Мерхелевич, Т. В. Буракова, О. В. Волосюк, Л. С. Сивоконь; под редакцией Г. В. Мерхелевича. — Донецк : Вебер, 2008. — 180 с. . (10,4/8,49 п.л.)
- Английский язык: обучаться, чтобы овладеть / Г. В. Мерхелевич. — Донецк : ЧП АРПИ, 2009. — 120 с. (6,98 п.л.)
- Английский язык: как учить(ся), чтобы обучить(ся) / Г. В. Мерхелевич. — 3-е изд., доп. — Донецк : ЧП АРПИ, 2013. — 236 с. (Научно-техническая библиотека). (13,72 п.л.)

Научные публикации:
- Merkhelevich, G.V. Principles of ESL Teaching to University Professors As Seen by Native and Non-Native Educators Studia Germanica, Romanica et Comparatistica: научный журнал / отв. ред. В. Д. Калиущенко. — Донецк: ДонНУ, 2017. Т. 13, Вып. 4 (38). — 140 c. — C. 114—130. (Г. В. Мерхелевич. Методологические подходы к организации обучения преподавателей университетов иностранному языку в исполнении носителей языка и отечественных филологов)
- Merkhelevich, G.V. Learning-centered methodological approaches, methods and techniques of teaching english to non-native university professors.--russian linguistic bulletin 3 (15) 2018 p. 9-17 (0.82 усл.печ. л)
- Мерхелевич Г. В. Переменная исчисляемость существительных в английском языке: формирование адекватного восприятия смыслового значения / Studia Germanica, Romanica et Comparatistica: научный журнал / отв. ред. В. Д. Калиущенко. — Донецк: ДонНУ, 2019. Т.15. Вып. 1-2 (43-44). — с. 17-31.
- Мерхелевич Г. В. Обработка иноязычной информации с использованием информационных технологий при её содержательно-смысловом восприятии и передаче средствами перевода на родной язык / Г. В. Мерхелевич, О. А. Захарова // Образовательные технологии и общество. — 2019. — Т. 22, № 2. — С. 38-43. (0.297 усл. печ. л.)
- Мерхелевич Г. В. Методологические особенности комплексного процесса формирования иноязычной активности студента / научный журнал "Вестник ДонНУ.Серия Б: Гуманитарные науки № 1/2019. — 214 с. — С.183-188.
- Мерхелевич Г. В. Методологические основы иноязычной подготовки будущего специалиста к естественной интеграции с международным информационным пространством // Вестник Академии гражданской защиты, выпуск 3 (19), 2019, с. 31-39. (0,763 усл. печ. л)
- Мерхелевич Г. В. Методические аспекты обеспечения содержательно-смысловой адекватности академических и научных понятий при переводе на английский язык / Вестник ДонНУ Сер. Б: Гуманитарные науки. — 2018. — № 1 С. 214—224.
- Мерхелевич Г. В. Психолого-методологические основы опережающего формирования иноязычных разговорно-познавательных навыков школьника / Вестник ДонНУ. Сер. Б: Гуманитарные науки. — 2017. — № 3 С. 122—128.
- Мерхелевич Г. В. Методологическая основа системы научно-методического обеспечения процесса обучения иностранному языку студентов и специалистов / Вестник ЛНУ им. Т. Шевченко «Серия 1. Педагогические науки. Образование» 2019 № 2(28). — C. 31-37.
- Мерхелевич Г. В. Перевод с родного языка на иностранный: методологические основы процесса // Studia Germanica, Romanica et Comparatistica: научный журнал / отв. ред. В. Д. Калиущенко. — Донецк: ДонНУ, 2020. — Т. 16. — Вып. 2 (48). — С.
- Мерхелевич Г. В. Методология, принципы и технология разработки двуязычного фразеологического словаря интегрированного типа как опорного ресурса для формирования профессиональной среды международного общения / Вестник ДонНУ. Сер. Б: Гуманитарные науки. — 2020. — № 1. — С. 217—223.
- Мерхелевич Г. В. Концепция непрерывного обучения иностранному языку на корпоративной основе в условиях информационно-образовательной иноязычной среды / Вестник ЛНУ им. Т. Шевченко «Серия 1. Педагогические науки. Образование» 2020 № 2 (46). — С.63-70.